# Blue rétro
 (février 2012).
Si vous disposez d'ouvrages ou d'articles de référence ou si vous connaissez des sites web de qualité traitant du thème abordé ici, merci de compléter l'article en donnant les références utiles à sa vérifiabilité et en les liant à la section « Notes et références ».
Blue rétro est la dix-huitième histoire de la série Les Tuniques bleues de Lambil et Raoul Cauvin. Elle est publiée pour la première fois du no 2222 (paru le 13 novembre 1980) au no 2232 (du 22 janvier 1981) du journal Spirou, puis en album en 1981.

## Résumé
L'album est un flash-back qui raconte comment Blutch et Chesterfield sont entrés dans l'armée de l'Union.
D'emblée, on peut constater à quel point Chesterfield et Blutch sont opposés. Alors que le premier vit toujours chez sa famille, le second, autonome, dirige un bar. Chesterfield a comme père un vétéran qui ne souhaite qu'une seule chose : voir son fils s'engager. Sa mère, elle, souhaiterait juste que Chesterfield parvienne à quitter la maison familiale pour fonder une famille, désirant notamment qu'il se marie avec Charlotte Graham, la fille du boucher pour qui travaille son fils. Elle espère ainsi qu'il puisse hériter de la boucherie. Cependant Charlotte est repoussée par Chesterfield, mais celui-ci a peur de perdre son travail en rejetant la fille de son patron. Des personnages qui n'ont rien à voir entre eux vont finir par se retrouver ensemble.
En effet, Cornelius reçoit du boucher l'ordre d'apporter de la viande à un nouveau client, le propriétaire d'un bar, Blutch. Alors que Chesterfield réfléchit sur le sens de sa vie, hésitant à s'engager plutôt qu'à passer sa vie en tant que boucher, une unité rejoint le front, défilant dans la ville, ce qui semble conduire Chesterfield en état de transe, et laissant à Blutch un scepticisme caractéristique du personnage. Chesterfield se voit par la suite contraint de demander Charlotte en mariage, ce qui l'amène dans le bar de Blutch pour y prendre un petit remontant.
Ce dernier ne tarde pas à l'accompagner. Complètement ivres, les deux finissent par discuter avec un militaire, qui leur fait signer des contrats d'engagements, faisant d'eux des soldats "volontaires".
Après cela, ils arrivent dans un camp. Ils mentent pour faire partie de la cavalerie, mais ne savent pas du tout monter à cheval. La première nuit, c'est seul que Chesterfield ira s'entraîner, après que le major responsable de la formation des nouveaux cavaliers les eut mis à l'entretien des chevaux. La nuit suivante, Blutch s'y met aussi. En plein jour, ils font une démonstration. Ils sont alors admis, et rencontrent les autres recrues. Parmi elles se trouvent Tripps et Bryan.
Ensuite, pour obtenir un grade, ils sont tirés au sort, car ce sont les seuls à avoir inscrits leurs noms, sans savoir les inconvénients. C'est après qu'ils sont admis au 22ème de cavalerie, cet inconvénient d'être gradé.

## Personnages
- Caporal Blutch : dans cet épisode, le fameux caporal cynique rencontre pour la première fois son fidèle acolyte, le sergent Chesterfield. Blutch est ici un homme tout à fait autonome, qui dirige tranquillement son bar. Toutefois, l'album semble indiquer que la vie de Blutch est bien solitaire. Lorsqu'il reçoit une permission, il se contente de retourner voir son bar au lieu d'aller voir ses proches. Cette énigme sur le passé de Blutch est résolue dans un album ultérieur, Vertes années, 34e album de la série. Quoi qu'il en soit, cet album a le mérite de répondre à une question qui pouvait tarauder les fans de la série : comment un personnage aussi cynique, poltron et pacifiste que Blutch a-t-il bien pu se retrouver dans cette guerre ?
- Sergent Chesterfield : beaucoup de questions sur Chesterfield trouvent des réponses. D'où vient le patriotisme exacerbé de Chesterfield, cette indestructible fierté qu'il a à être membre de l'armée ? Le côté benêt de Cornelius est ici mis en avant. Dans une famille dictée par une mère autoritaire, qui impose sa loi sur un mari paraplégique et vieilli, Cornelius est entièrement soumis, à tel point qu'il ne peut pas faire valoir ses propres arguments contre cette dernière.

## Analyse
Le dix-huitième album des Tuniques bleues brosse de manière comique un portrait de l'Amérique du milieu du XIXe siècle. L'album brasse en effet plusieurs thèmes typiques de cette époque, mélangeant réalisme historique sur une touche humoristique, méthode récurrente dans Les Tuniques bleues. Évoquant tantôt les mariages blancs, à travers l'obsession de la mère de Cornelius pour que ce dernier se marie et puisse obtenir en héritage la boucherie du père, tantôt la situation militaire catastrophique de l'armée nécessitant d'employer des soldats sans obtenir leur consentement, cet album brosse un portrait satirique de la guerre.
Officiers incompétents, sacrifiant leurs propres hommes en se combattant entre eux, entraînement militaire artificiel, c'est une parodie générale de la guerre qui se dessine entre ces pages.
Certaines batailles en outre ne sont pas sans rappeler celles de la Première Guerre mondiale, notamment quand Blutch et Chesterfield se retrouvent dans des tranchées, dirigés par des officiers incompétents qui multiplient des charges suicidaires sous une pluie d'obus sans voir contre qui ils se battent.
- Incohérence avec les premiers albums

Dans cet album, Chesterfield et Blutch se sont clairement enrôlés pour combattre les Sudistes. Leur premier combat est ainsi supposé se dérouler contre des Sudistes, dans un paysage de tranchées où les bombardements se succèdent aux charges suicidaires. C'est une incohérence avec le tout premier album de la série, Un Chariot dans l'Ouest, où Blutch et Chesterfield sont des soldats de carrière repoussant les Indiens à Fort Bow. On peut ainsi lire dans les premières pages du deuxième album, Du Nord au Sud, qu'ils ont été réaffectés au combat contre les Sudistes. Chesterfield parle même à cette occasion de guerres indiennes auxquelles il a participé. De même, l'affectation de Blutch et de Chesterfield dans le 22e de cavalerie n'est pas fidèle aux premiers albums. Dans l'album Du Nord au Sud, elle ne résulte pas d'un tirage au sort, mais d'une nomination.